# Ninazu
Ninazu was in de Mesopotamische mythologie een zoon van de godin van de onderwereld Eresjkigal bij Gugalana had. In sommige teksten wordt Ninazu echter aangewezen als de zoon van Enlil en Ninlil. Ninazu was de vader van Ningisjzida.
Ninazu was de stadsgod van Enegi en Eshnunna. Ninazu wordt vaak afgebeeld met slangen. Ninazu werd vervangen door Tishpak in de Oud-akkadische periode. Er is ook een festival naar Ninazu genoemd.
Ninazu was de eerste god van de onderwereld voor Nergal hem opvolgde